# 天主教雅基馬教區
天主教雅基馬教區（拉丁語：Dioecesis Yakimensis）是美國一個羅馬天主教教區。屬西雅圖總教區。成立於1951年6月23日。
教區範圍包括華盛頓州中部七個縣。2010年有教友79,317人、四十九個堂區、八十一名司鐸。現任主教為若瑟·泰森。